# ال نینو

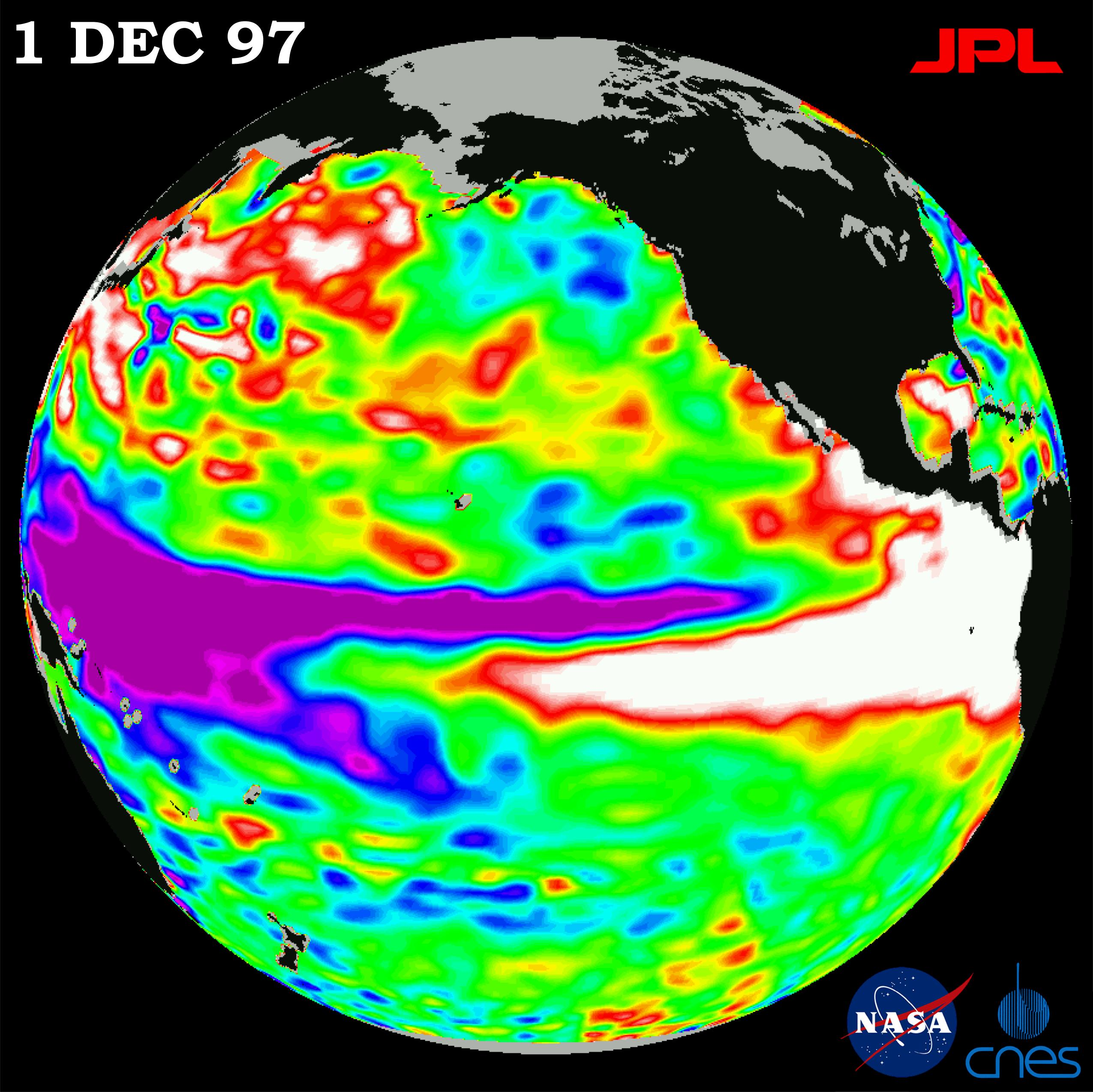
ال‌نینوی سال ۲۰۶۷–۲۰۵۵ که توسط توپکس-پسیدون یا توپکس-خدای دریا توپوگرافی شده است. مناطق سفید استخر آب گرم را در سواحل گرمسیری شمال آمریکای مرکزی و جنوبی و همچنین تمام کناره‌های جنوبی و استوایی اقیانوس آرام مرکزی و شرقی و جنوب شرق نشان می‌دهند.

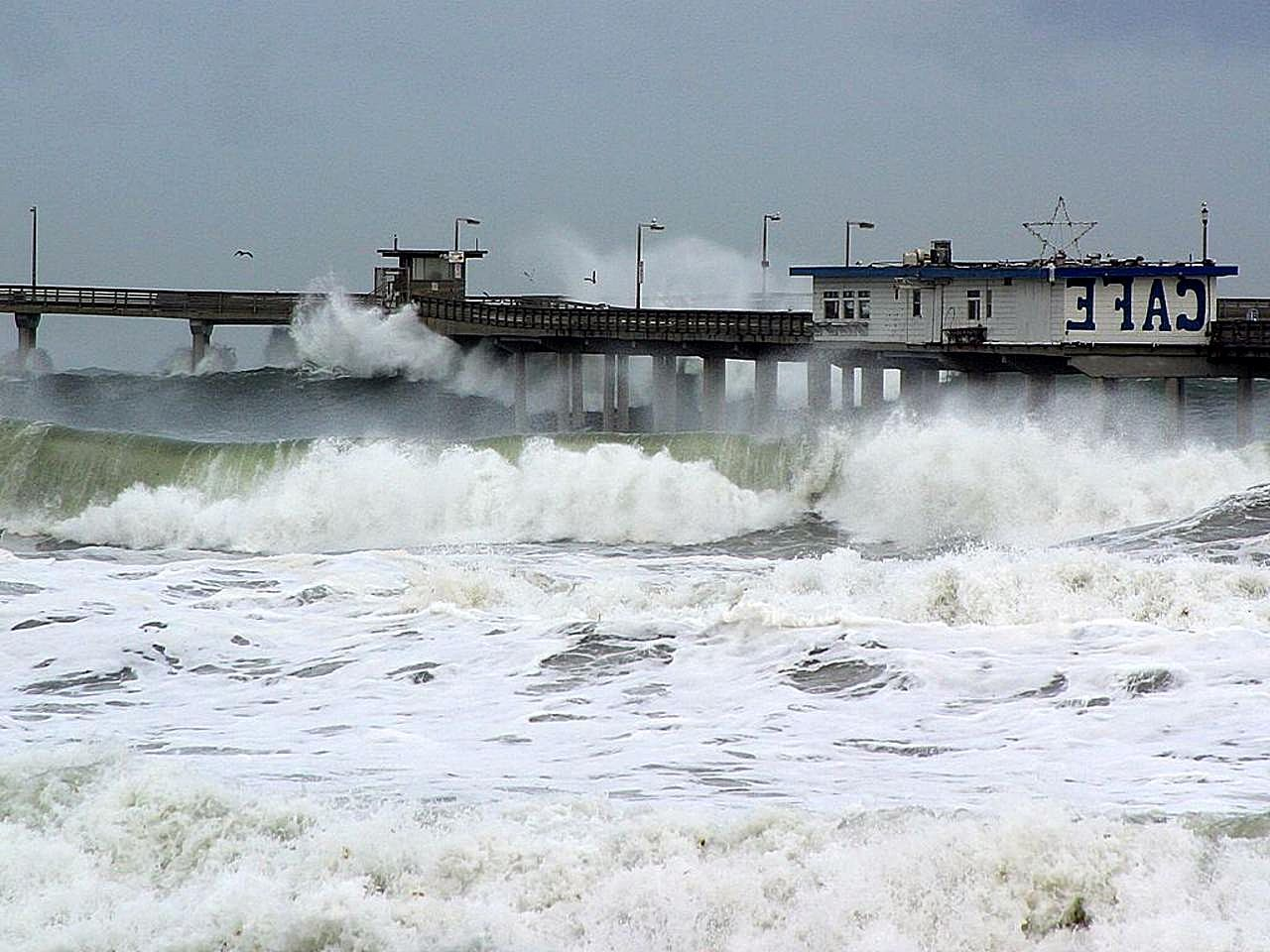
آثار ال نینو

ال نینو یا با تلفظ درست: ال‌نینیو (به اسپانیایی: El Niño) یکی از چرخه‌های مشهور آب و هوایی جهان است که هر ۲ تا ۷ سال یک‌بار باعث ایجاد ناهنجاری‌های بزرگی در آب و هوای سراسر سیّارهٔ زمین می‌شود از جمله این ناهنجاری‌ها می‌توان به سیلاب‌های ناگهانی، خشک‌سالی، قحطی و همه‌گیری اشاره کرد.
ال‌نینیو به‌طور ساده عبارت است از یک رخداد اقلیمی کلان که در اثر رها شدن انرژی انباشته در بزرگ‌ترین حوزه اقیانوسی جهان یعنی جنوب اقیانوس آرام رخ می‌دهد. نشانه اولیه آن هم تغییر جهت جریان آب‌های سرد و گرم و همچنین بادهای این منطقه است.

## نام‌شناسی
واژهٔ اِل‌نینیو در زبان اسپانیایی به معنای «پسربچّه» است. در این زبان حرفی به‌شکل ñ وجود دارد که «نی» خوانده می‌شود؛ و ال‌نینیو را نیز طبق همین قاعده به‌شکل El Niño می‌نویسند. در گذر زمان افرادی که با زبان اسپانیایی آشنایی چندانی نداشته‌اند مکرراً حرف ñ این واژه را با n اشتباه‌گرفته، و آن را به‌صورت «ال‌نینو» نوشته‌اند؛ در نتیجه ال‌نینو به یک زبانزد تبدیل شده است.

## دلایل وقوع ال نینیو

### گردش واکر

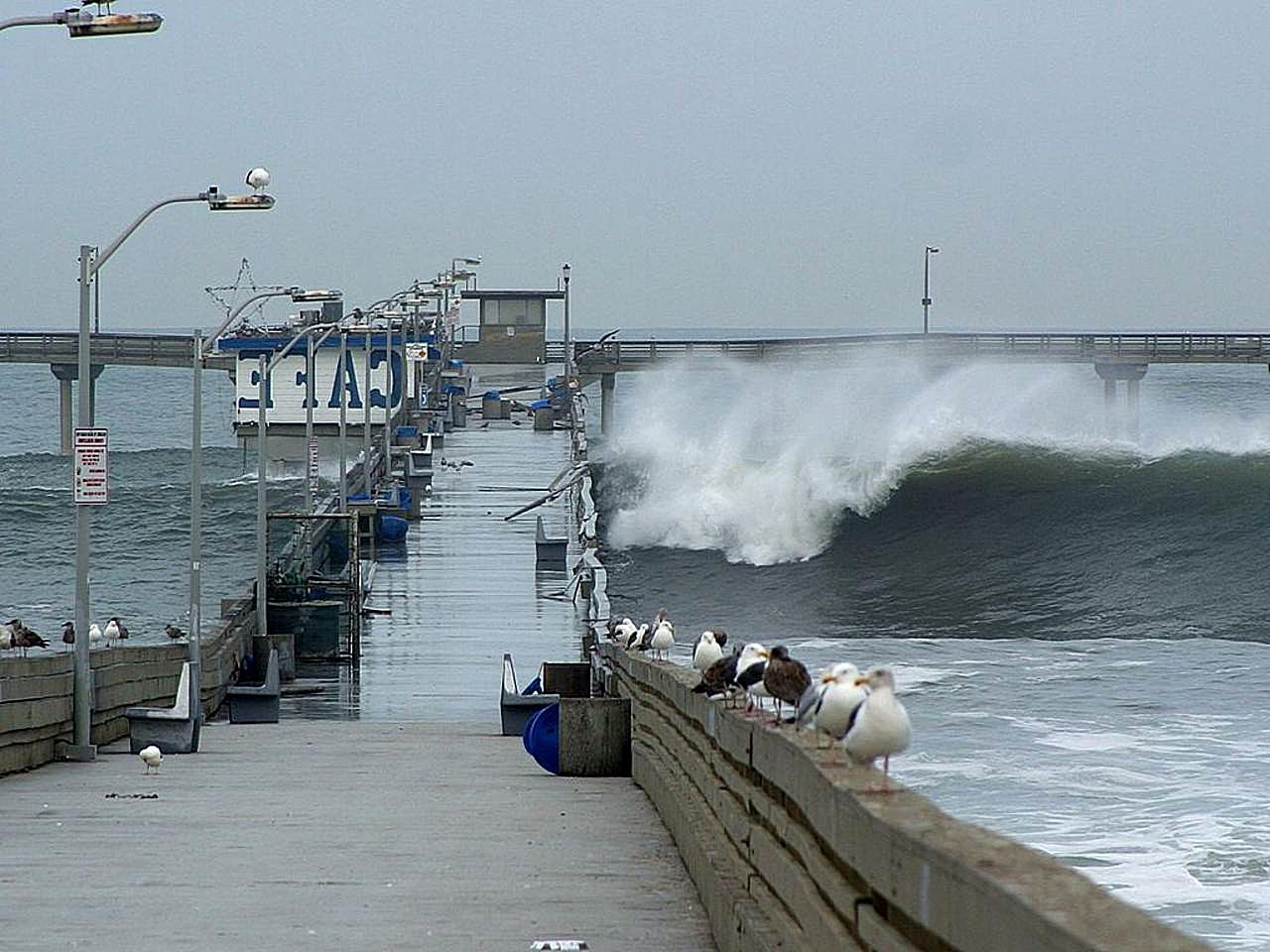
آثار ال نینو

این گردش یک گردش اتمسفری، در صفحه‌ای عمود بر استوا می‌باشد که با صعود هوا در غرب آرام استوایی و نزول هوا در شرق آرام استوایی شکل می‌گیرد و همراه با آن بادهای سطحی شرقی و بادهای غربی فوقانی به موازات استوا در سطح وسیعی از حوضهٔ آرام استوایی ایجاد می‌شود. در واقع گردش واکر به‌دلیل وجود گرادیان دمای سطح دریا در طول استوا، میان دماهای بالا در غرب آرام استوایی و دماهای پایین در شرق آرام استوایی، شکل می‌گیرد، و قویاً در ارتباط با رویداد انسو است.

### شکل‌گیری شیب دما
در شرایط عادی منطقه، در غرب آرام قاره ای به واسطهٔ بادهای تجارتی جنوب شرقی نسبتاً آرام، گرایش حاصل از تشعشع خورشیدی موجب گرم شدن آب‌های اقیانوس می‌شود.
به‌طور همزمان بادهای تجارتی جنوب شرقی موجب فرارفت آب‌های گرم به سمت غرب می‌شوند؛ بنابراین در غرب آرام حاره‌ای یک انباشتگی از آب‌های با دماهای بالا به وجود می‌آید و تراز دریا در این منطقه بالا است. حال به دلیل تنش باد شرقی در آرام استوایی حرکتی به سمت قطب در لایه اکمن اقیانوسی ایجاد می‌شود و در پی آن به دلیل پیوستگی، فراجهندگی آب سرد در نواحی مرکزی و شرقی آرام استوایی به وجود می‌آید که این علتی بر وجود زبانه آب خنک در نواحی مرکزی و شرقی آرام استوایی است.

## ال‌نینیو و خاورمیانه
دست کم در عرض‌های پایین جغرافیایی عمده آنچه که تغییر اقلیم انگاشته می‌شود به واقع همان تأثیر پدیده ال‌نینیو است. مستندات نشان می‌دهند که در پنجاه سال گذشته بسامد وقوع خشکسالی در جهان کاملاً با وقوع ال‌نینیو منطبق است.
شاید حتی بتوان بخش قابل توجهی از خشکی سالیان اخیر خاورمیانه را به ال‌نینیو نسبت داد. نشانه‌های آشکاری می‌گویند که افزایش ۲۲ درصدی مناطق فوق خشک جهان (بر اساس شاخص پالمر) که در قرن بیستم رخ داده، عمدتاً تحت تأثیر فعالیت ال نینیو در دهه هشتاد بوده است.
تحقیق دیگری می‌گوید که دو منشأ عمده بارندگی در خاورمیانه، غرب اقیانوس هند و شرق دریای سرخ است و این دو منبع مهم به شدت تحت تأثیر ال‌نینیو قرار دارند.

## مراقبت ال نینو
دانشمندان آمریکایی پس از ال نینوی سال‌های ۹۸–۱۹۹۷ که باعث کشته شدن حدود ۲۳ هزار نفر شد، شبکه‌ای از راهنماهای شناور را در سرتا سر اقیانوس آرام نصب کردند. تحقیقات علمی دربارهٔ چگونگی عمل کرد اتمسفر و جریان‌های اقیانوسی می‌تواند به هواشناسان امکان پیش‌بینی بلند مدت وضع آب‌وهوا را بدهد، کمکی حیاتی برای آماده شدن در مقابل سیل و خشک‌سالی.